# Ramón Joaquín Domínguez Herbella

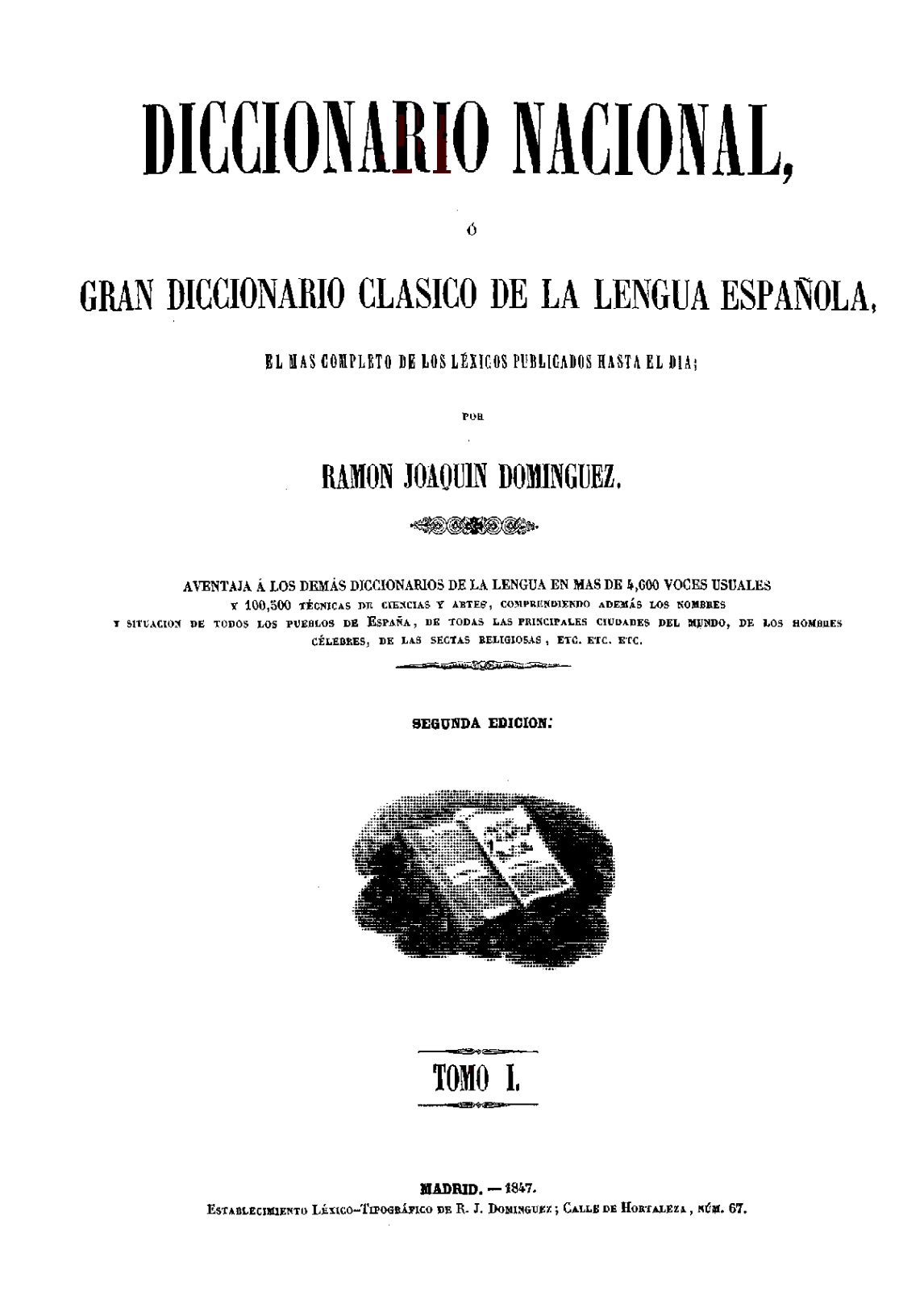
Pierwsza strona zestawionego przez Domíngueza Herbellę Diccionario Nacional (wydanie drugie, 1847)

Ramón Joaquín Domínguez Herbella (ur. 13 stycznia 1811, zm. 7 maja 1848) – hiszpański pisarz, leksykograf i gramatyk.
Urodził się w Verín w galicyjskiej prowincji Ourense. Był synem lekarza Manuela Maríi Domíngueza, jednym z jego osiemnaściorga dzieci. O jego krótkim życiu wiadomo relatywnie niewiele. Początkowo rozważał karierę duchownego, myśl tę jednak ostatecznie porzucił. Z jego biegłej znajomości języka francuskiego wnosić można, że spędził pewien czas we Francji. Pomieszkiwał przez dłuższy czas w Madrycie, gdzie pracował jako nauczyciel francuskiego. Czynnie zaangażowany w życie kulturalne stolicy, był również aktywny politycznie. Posiadał własną drukarnię (Estudio Léxico-Tipográfico de R. J. Domínguez), z której pras zeszła część sygnowanych jego nazwiskiem publikacji.
Pozostawił po sobie książki poświęcone gramatyce i ortografii francuskiej. Pamiętany wszakże chyba najlepiej z nowatorskich słowników, sześciotomowego słownika hiszpańsko-francuskiego/francusko-hiszpańskiego (1845-1846) oraz dwutomowego Diccionario nacional o gran diccionario clásico de la lengua española (1846-1847). Ceniony w środowisku naukowym za encyklopedyczną wiedzę i intelektualny rygor, w swoich pracach próbował odświeżyć współczesny sobie język hiszpański, odrywając go niekiedy od sztywnych kanonów ustalonych przez Królewską Akademię Hiszpańską (RAE).
Jako pierwszy użył terminu język hiszpański w tytule opracowania słownikowego.